# Bourg-Saint-Christophe
Bourg-Saint-Christophe ist eine französische Gemeinde mit 1.540 Einwohnern (Stand: 1. Januar 2022) im Ain der Region Auvergne-Rhône-Alpes. Sie gehört zum Arrondissement Belley und zum Kanton Meximieux. Die Einwohner werden Bourtoirs genannt.

## Geografie
Bourg-Saint-Christophe liegt etwa 25 Kilometer ostnordöstlich von Lyon auf einem schmalen Höhenrücken zwischen den Flusstälern von Cotey im Westen und Ain im Osten. Umgeben wird Bourg-Saint-Christophe von den Nachbargemeinden Faramans im Nordwesten und Norden, Pérouges im Nordosten und Osten, Béligneux im Süden und Südwesten sowie Bressolles im Südwesten und Westen.

## Bevölkerungsentwicklung
| Jahr                       | 1962 | 1968 | 1975 | 1982 | 1990 | 1999 | 2006 | 2013 | 2020 |
| Einwohner                  | 474  | 489  | 515  | 659  | 716  | 824  | 1035 | 1258 | 1482 |
| Quellen: Cassini und INSEE |      |      |      |      |      |      |      |      |      |

## Sehenswürdigkeiten
- Kirche Saint-Christophe
- Ruine der Kapelle Notre-Dame-de-Lorette

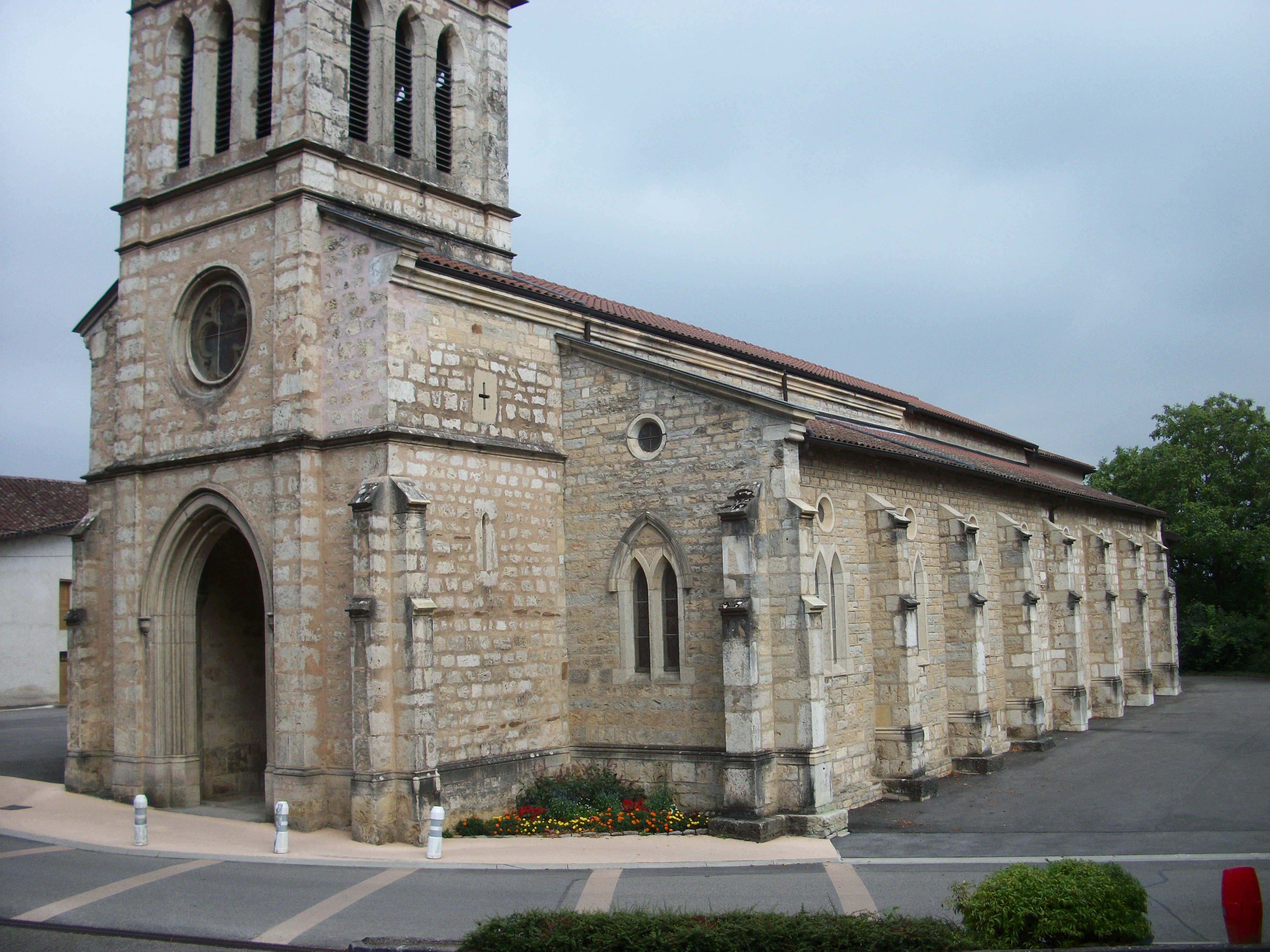
Kirche Saint-Christophe

- Burgruine